# 博物馆资讯交换联盟
博物館資訊交換聯盟（Consortium for the Computer Interchange of Museum Information，簡稱CIMI）

## 緣起
1980年代，博物館學者體認到，欲長期保存並以電子方式檢索博物館資訊，必須建立一套標準；經過不斷開會討論，於1990年成立博物館資訊交換聯盟。

## 宗旨及目的
CIMI的宗旨是要將博物館資訊普及至社會大眾，並推展開放式的系統標準，以管理及傳遞數位博物館資訊。其目的是要結合國際博物館單位的合作，建立一套標準，使博物館藏品能以電子形式長期保存，並解決博物館藏品間電子資訊交換的問題，將博物館資訊傳佈給廣大使用者。

## 創始會員
- ADLiB Information Systems BV, Netherlands
- Australian Museums & Galleries Online, Australia
- The British Museum, UK
- CHIN - Canadian Heritage Information Network, Canada
- Cleveland Museum of Art, USA
- CNI - Coalition for Networked Information, USA
- DS Group Holdings Limited, UK
- Gallery Systems Inc., USA
- J. Paul Getty Trust, USA
- JISC - Joint Information Systems Council, UK
- KE Software Pty Ltd, Australia
- MDA, UK
- Museum Victoria, Australia
- Natural History Museum London, UK
- RLG - The Research Libraries Group, Inc., USA
- Royal Ontario Museum, Canada
- Smithsonian American Art Museum, USA
- Smithsonian Institution, USA
- Victoria and Albert Museum, UK
- Willoughby Associates, Ltd., USA

## 主要任務
1. 推動博物館中之資訊，使其有效地在網路上流通與利用。
2. 支援博物館在描述標本文物、影像資料格式之標準化制定，使各博物館間之資料得以相互傳遞與共享。
3. 協助尚未採用新科技之博物館進行相關之自動化計畫及開發數位化資料庫。
4. 建立各博物館間良好之溝通管道，以利提供更好之資訊服務。

## 執行計畫
- 1993年－制定出CIMI的標準架構《A Standards Framework for the Computer Interchange of Museum Information》，此標準架構規定資訊交換的協定及格式、相關網路及電信通訊標準、資料內容的著錄項目。

- 1994年－開始執行主要的『線上文化遺產資訊計畫』（Cultural Heritage Information Online，簡稱CHIO），此計畫主要為通俗藝術（folk art）建立一可供查詢的線上檢索系統，內含至少一萬筆藏品紀錄在其中，著錄訊息應包含包含展覽目錄、牆上標籤、物件記錄、影像、書目記錄、展覽指南、權威資料等。CHIO包含兩個主要部份，分別為CHIO Structure與CHIO Access：

1. CHIO Structure採用嚴謹的SGML做為編碼架構；
2. CHIO Access則在探討Z39.50的使用，利用Z39.50來定義Client與Server間資料庫查尋與檢索之服務及語法，以便能以一套標準方式存取各種異質電子資源。經過不斷修訂，終於1998年完成CHIO Access的規格書《CIMI Profile》。

- 1997年－開始進行CHIO II，主要目的在測試這些位於不同儲存地之電子博物館資源間平台的互通信，並加以改良。其包含三個測試子計畫：

1. Dublin Core Metadata Testbed Project;
2. CIMI’s Z39.50 Testbed;
3. Integrated Information Management Program.

- 2001年－在Intel Corporation的贊助下，著手進行為期三年的『Handscape Mobile Computing in Museums』計畫，旨在研究如何應用行動技術將博物館資訊運用在手持裝置上。

- 2003年－由英國的The Museum Documentation Association(MDA)主導進行『CIMI XML Schema for SPECTRUM』計畫。

## CIMI的官方網站
- 2003年，CIMI的階段性任務完成，官方網站（ （页面存档备份，存于））亦宣告停止運作，其相關訊息可在OCLC官網中略窺一二，另於Web Archive中可找到原始資料。